# Nikolai Nikolàievitx Krassovski
Nikolai Nikolàievitx Krassovski (rus: Никола́й Никола́евич Красо́вский)  (Iekaterinburg, 7 de setembre de 1924 - Iekaterinburg, 4 d'abril de 2012) va ser un matemàtic soviètic.

## Vida i obra
Krassovski va néixer a Iekaterinburg (aleshores denominada Sverdlovsk), on el seu pare er un metge conegut, director de la clínica de medicina interna i professor a la facultat de medicina, mentre la seva mare era professora de llengua i literatura russa. Quan la Unió Soviètica va ser envaïda per l'Alemanya nazi el 1941, ell encara estava fent els estudis secundaris, però, en ser una ciutat molt allunyada del front bèl·lic, no van patir els estralls d'altres indrets. Krasovski va treballar com mecànic a la indústria bèl·lica des de 1941 fins a 1943, quan es va matricular a l'Institut Politècnic dels Urals, en el qual es va graduar com enginyer el 1949. Des de 1949 fins a 1959 va ser professor de l'Institut Politècnic. Des de 1959 fins a 1970 va ser professor a la universitat dels Urals i, el 1970, va ingressar a l'Institut de Matemàtiques i Mecànica de l'Acadèmia de Ciències de la Unió Soviètica, el qual va dirigir fins al 1977.
Krassovski va publicar uns tres-cents treballs científics, especialment en el camp de la recerca en teoria de control, essent pioners els seus treballs d'anàlisi dels jocs dinàmics, des d'una nova perspectiva original.